# HIRO EDWARD SATO
HIRO EDWARD SATO（ヒロ・エドワード・サトウ、1973年3月9日 - ）は、HIRO SATO, HIROSATOPHOTOGRAPHY の名義でも活動する写真家・映像ディレクター。
Silver Fox Production ATL, Inc.代表。英国ロンドン出身。アメリカ合衆国ジョージア州アトランタを拠点に活動。
日本名・佐藤 弘康（サトウヒロヤス）

## 人物
三兄弟の次男として、父親の仕事の関係で英国・ロンドンで生まれる。その後、家族と共にアメリカで生活。

## 写真家
1991年からハワイとニューヨークで活動を開始。現在はアトランタと東京を拠点に、広告写真、プロスポーツ、コンサート、ポートレイト、ライフスタイル、イベント写真など幅広い商業写真を手がけている。
彼の作品は広告、新聞、雑誌、CD、DVD、オンラインメディアなど多様なプラットフォームで使用されている。
公式サイト: hirosatophotography.com
活動名義: HIRO EDWARD SATO, HIRO SATO, HIROSATOPHOTOGRAPHY

### 使用機材
- ライカSL3、ライカSL2、ライカM11[3]、ライカM11モノクローム[3]、ライカM Typ240[2]、ライカM9

## 主な著名人・アーティスト（撮影実績）
ミュージシャン・アーティスト
- 小室哲哉[6]、TM NETWORK、globe、TRF、SOPHIA、MIYAVI、ザ・クロマニヨンズ、木根尚登[7]（TM NETWORK）、Rayflower、藤巻亮太[8]（レミオロメン）、Bad Hop、Fruits Zipper、GENIC、ベイビーレイズJAPAN、Dream Ami（E-girls）、FENCE OF DEFENSE、久宝留理子、松岡英明、KATSUMI、KERENMI（蔦谷好位置）[9]、峯田和伸[10]、浅倉大介[11]、DJ Pierre（Phuture）など

俳優・タレント
- 冨永愛[12]、高岡早紀、南野陽子[13]、杉本彩、早見優[14]、藤原しおり（ブルゾンちえみ）、とうあなど

スポーツ選手
- 堀米雄斗、川上憲伸、尾形明紀など

## 経営者
Silver Fox Production ATL, Inc.のCEOとして、映像制作を中心に幅広いコーディネート業務を手がける。拠点はアメリカ・ジョージア州アトランタ。法人向けの映像制作を中心に、ビデオパッケージ、コマーシャル、マーケティングコンテンツを手がける。また、ドキュメンタリーやミュージックビデオの制作にも携わり、空撮、通訳、バイリンガルコンテンツ制作、イベント写真、グラフィックデザインなど幅広く対応。

## エピソード
- 杉本彩が運営する「公益財団法人 動物環境福祉協会EVA」のカレンダー写真撮影に関して、HIRO EDWARD SATOが「俺に撮らせて欲しい！俺が撮る！」と猛アプローチをかけた結果、撮影を担当することになったと話している。[15]
- ライカのカメラを持っていることで多くの人と会話が始まり、友達を作るきっかけになったと語っている。[15]
- ラジオ番組「牧山純子サウンドマリーナ」で、日本で活動し始めたばかりの頃、偶然レストランで小室哲哉と出会い、翌年に本人が撮影した小室哲哉の写真が雑誌の表紙を飾ったことを語っている。音楽業界に入ったきっかけとなり、小室哲哉を恩師としている。[16]
- 2011年、本人にとっては外国の日本を旅行で訪れた際に、渋谷のスクランブル交差点で「このビルボードに自分の写真が載れば一流」と夢を抱いた。そして10年後の2021年、彼の制作したCMがスクランブル交差点を含む東京中のビルボードをジャックし、その夢を実現させたと「牧山純子サウンドマリーナ」で語っている。[16]

## 主な写真展
- 2025年6月20日 - 11月7日｜ライカGINZA SIX[17]・ライカ大丸心斎橋店[18]・ライカ岩田屋福岡店[19]「HIRO EDWARD SATO×Dream Ami 写真展 「Two Sides of the lens」 」[20]
- 2023年8月2日 - 10月29日｜ライカ岩田屋福岡店「YU HAYAMI IN MONOCHROME AND COLOR」（早見優デビュー40周年記念）[21]
- 2023年7月2日 - 11月2日｜大阪ライカ大丸心斎橋店「YU HAYAMI IN MONOCHROME AND COLOR」（早見優デビュー40周年記念）[14]
- 2022年12月15日 - 2023年4月13日｜ライカGINZA SIX「HIRO SATOが見た杉本彩」[22]
- 2015年12月4日 - 26日｜渋谷のギャラリー「HIRO SATOが魅せる杉本彩の風景」[23]

## 出演
- 金山一彦 x ヒロ・エドワード・サトウ　「ヨドバシカメラ・ライカトークショー」（2024年11月23日）[24]
- 南野陽子 × Hiro Edward Sato × 萩美香 「ライカが切り撮る世界 ～マップカメラ創業30周年記念トークショー～」 (2024年8月31日)[25]
- 三上ちさこのJust Chilling（interfm）(2024年7月29日)[26]
- 久宝留理子 x 都啓一(SOPHIA) x HIRO EDWARD SATO「トークショー」 (2024年1月28日) [27]
- 牧山純子サウンドマリーナ（MUSIC BIRD for Community FM） (2023年8月26日)[16]
- 藤巻亮太 x 石井スポーツ x ライカ 「スペシャルトークショー～音楽x写真x自然～」 (2023年8月11日)[28]
- Marc Panther's WORLD @ DisGOONieS 「トークショー」 (2023年6月30日)[29]
- 杉本彩 x HIRO EDWARD SATO 「トークショー」  (2023年4月8日、ライカ GINZA SIX)[15]

## 監督作品

### ドキュメンタリー
- 『Viewfinder -Dream Amiが切り取る世界-』(2025年、MUSIC ON! TV)[30]
- 『Viewfinder -藤巻亮太が描く音の風景-』(2025年、MUSIC ON! TV)[31]
- 「BAD HOP LAST ALBUM IN ATLANTA」(2024年、Amazon Music)[32][33]
- 「Toua」 ～I am I～ (2024年、M-ON!)[34]
- 『FRUITS ZIPPER』～Summer History 2024～＜#1＞ (2024年、MUSIC ON! TV)[35]
- 『FRUITS ZIPPER』～櫻井優衣10th ANNIVERSARY SPECIAL～」(2024年、MUSIC ON! TV)[36]
- 「TOKYO GLOBAL NAVI 」 (2023年、東京都国際教育チャンネル／東京都教育委員会)
- 「米国の日本食と小売り ‐コロナ禍での市場トレンド‐」(2021年、世界は今 -JETRO Global Eye)
- 「SUKIYAKI INTRODUCTION」(2021年、在ナッシュビル 日本国総領事館)

### ミュージック・ビデオ
- 藤巻亮太「真っ白な街」（2025年）[37]
- 早見優 「Yu Hayami feat. Alisa and Karen-MAKE LEMONADE」(2023年)[38]
- RAKURA 「UNFORGIVEN」(2020年)
- Delra Harris - 「Nothing Out There 4 Me」 （2019年）
- 木根尚登 「For...〜消せない想い〜」(2019年)
- Ran 「ご飯の食べ方」(2019年)
- TRF 「FUNKY M」(2018年)
- TECHNOBOYS PULCRAFT GREEN-FUND feat.高野 寛 「Book-end, Happy-end」(2018年)※TVアニメ『ガイコツ書店員 本田さん』ED主題歌
- FENCE OF DEFENSE 「LOVE, BELIEVE, AGAIN」(2018年)

### 広告・CM（制作実績）
- 企業：BANDAI NAMCO ENTERTAINMENT, Delta Air Lines, ENEOS, SONY, TOTO, 三菱ケミカルインフラテック, 山川設計
- 公共機関・団体：内閣府 Cabinet Office, Government of Japan, 公益財団法人 動物環境・福祉協会Eva